# Aéroport Mozes Kilangin
L'aéroport de Timika Mozes-Kilangin (code AITA : TIM, code OACI : WAYY) est situé dans le kecamatan de Tembagapura, dans le kabupaten de Mimika, dans la province indonésienne de Papouasie.

## Situation
| Banda Aceh Denpasar Pangkal · Pinang Tanjung · Pandan Djakarta-Soekarno-Hatta Bengkulu Solo Semarang Pangkalan · Bun Palangkaraya Sampit Palu Djakarta-Halim Perdanakusuma Samarinda Malang Surabaya Balikpapan Ende Kupang Komodo Gorontalo Jambi Bandar Lampung Ambon Tarakan Ternate Manado Gunung · Sitoli Medan Wamena Biak Merauke Timika Jayapura Pekanbaru Batam Tanjung · Pinang Bau-Bau Banjarmasin Makassar Palembang Bandung Pontianak Ketapang Bima Lombok Manokwari Sorong Padang Yogyakarta |

## Compagnies et destinations
| Compagnies        | Destinations                                              |
| ----------------- | --------------------------------------------------------- |
| Airfast Indonesia | Makassar                                                  |
| Garuda Indonesia  | Denpasar, Jayapura, Makassar                              |
| Susi Air          | Alama, Beoga, Jila, Jita, Mapanduma, Paro, Tsinga, Wangbe |
| Sriwijaya Air     | Jayapura, Makassar                                        |

## Base aérienne
L'armée indonésienne entretient à Timika une unité radar de son Komando Pertahanan Udara Nasional ("commandement national de la défense aérienne"). L'armée de l'air envisage d'y déployer des avions de combat.
1. ↑  "TNI AU akan 'Simpan' Jet Tempurnya di Papua" ("l'armée de l'air va 'ranger' ses jets de combats en Papouasie"), www.republika.co.id, 5 mars 2012